# Elezioni presidenziali in Georgia del 2024
Le elezioni presidenziali in Georgia del 2024 si sono tenute il 14 dicembre e hanno visto la vittoria dell'unico candidato, Mikheil Q'avelashvili.
L'opposizione e la presidente uscente hanno criticato il processo elettorale, definendolo "illegittimo" e "anticostituzionale". Salomé Zourabichvili ha dapprima annunciato di non avere intenzione di lasciare la presidenza fino a quando non saranno indette nuove elezioni parlamentari.
Le elezioni si sono svolte in un contesto di proteste nelle piazze e rappresentano le prime elezioni presidenziali nella storia del Paese a non prevedere il voto popolare diretto.

## Risultati
Il candidato Q'avelashvili ha ottenuto i voti dei collegi elettorali di tutta la Georgia, ad eccezione di quelli della Repubblica Autonoma Abcasa e della capitale Tbilisi, dove sono stati registrati voti in bianco.
| Candidati             | Partiti                           | Voti | %     |
| --------------------- | --------------------------------- | ---- | ----- |
| Mikheil Q'avelashvili | Potere Popolare (Sogno Georgiano) | 224  | 74,67 |
| Voti bianchi          | -                                 | 76   | 25,33 |
| Totale                | Totale                            | 300  | 100   |